# 福島県道367号新郷荻野停車場線
福島県道367号新郷荻野停車場線（ふくしまけんどう367ごう しんごうおぎのていしゃじょうせん）は、福島県耶麻郡西会津町から喜多方市に至る一般県道である。

## 路線概要
- 起点：耶麻郡西会津町新郷大字笹川字家の浦
- 終点：喜多方市高郷町上郷字野際戊（JR磐越西線荻野駅）
- 総延長：12.135 km
  - 実延長：総延長に同じ[1]
- 路線認定年月日：1973年3月23日[2]

西会津町内の山中を抜けた後、阿賀川、JR磐越西線に沿って東進し、荻野駅前に至る。

### 道路施設
- 揚津スノーシェッド
  - 全長：118.6 m
  - 幅員：10.0 m
  - 竣工：1992年[3]

### 通行止め
- 喜多方市高郷町揚津字牛ヶ墓 - 同市高郷町揚津字下小牧（延長1.7 km）[4]
  - 2018年（平成30年）4月20日、大規模な農地地すべりが発生し喜多方市高郷町揚津地区の当路線の側溝の変異が発見され、日を追うごとに亀裂が広範囲に渡り発生したことから同年5月4日に通行止めとされた。2021年（令和3年）9月25日、通行止めが解除された[5]。

## 通過する自治体
- 耶麻郡西会津町 － 喜多方市

## 接続・交差する道路
- 西会津町内
  - 福島県道338号上郷下野尻線（起点）

## 沿線
- 東北電力山郷発電所
- JR磐越西線 荻野駅
- 会津高郷郵便局